# لیک جورج (مینه‌سوتا)
لیک جورج (به انگلیسی: Lake George) یک منطقهٔ مسکونی در ایالات متحده آمریکا است که در شهرستان هابرد، مینه‌سوتا واقع شده‌است. لیک جورج ۲۳۰ نفر جمعیت دارد و ۴۳۴٫۰۴ متر بالاتر از سطح دریا واقع شده‌است.